# Sorghum grande
Sorghum grande är en gräsart som beskrevs av Michael Lazarides. Sorghum grande ingår i släktet durror, och familjen gräs. Inga underarter finns listade i Catalogue of Life.